# St. Christophorus (Hirschberg)

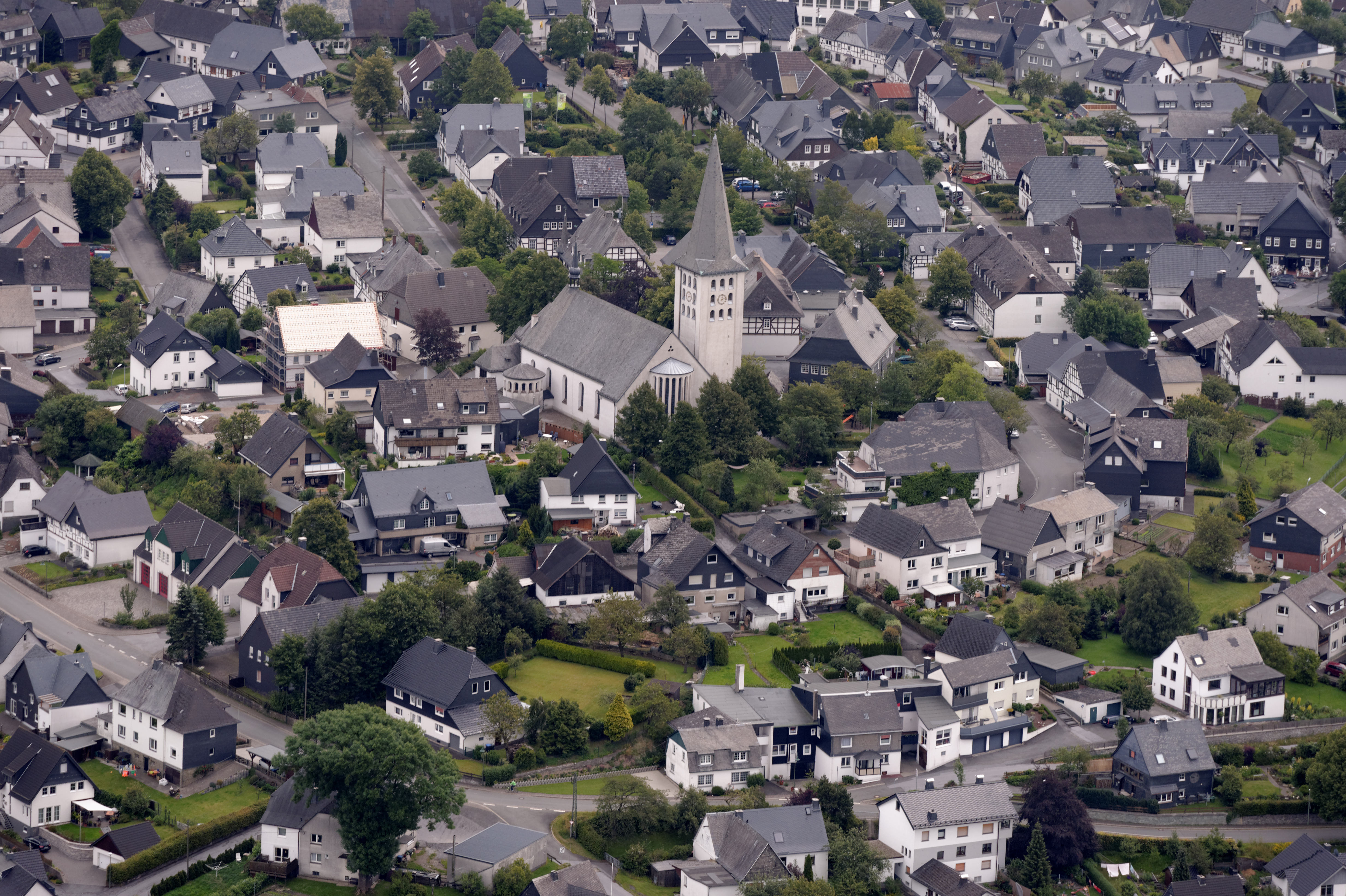
Luftaufnahme (2014)

Die katholische Pfarrkirche St. Christophorus ist ein denkmalgeschütztes Kirchengebäude in Hirschberg, einem Ortsteil der Stadt Warstein im Kreis Soest (Nordrhein-Westfalen). Die Gemeinde mit etwa 1.400 Mitgliedern gehört zum Kirchenkreis Warstein im Erzbistum Paderborn.

## Geschichte und Architektur

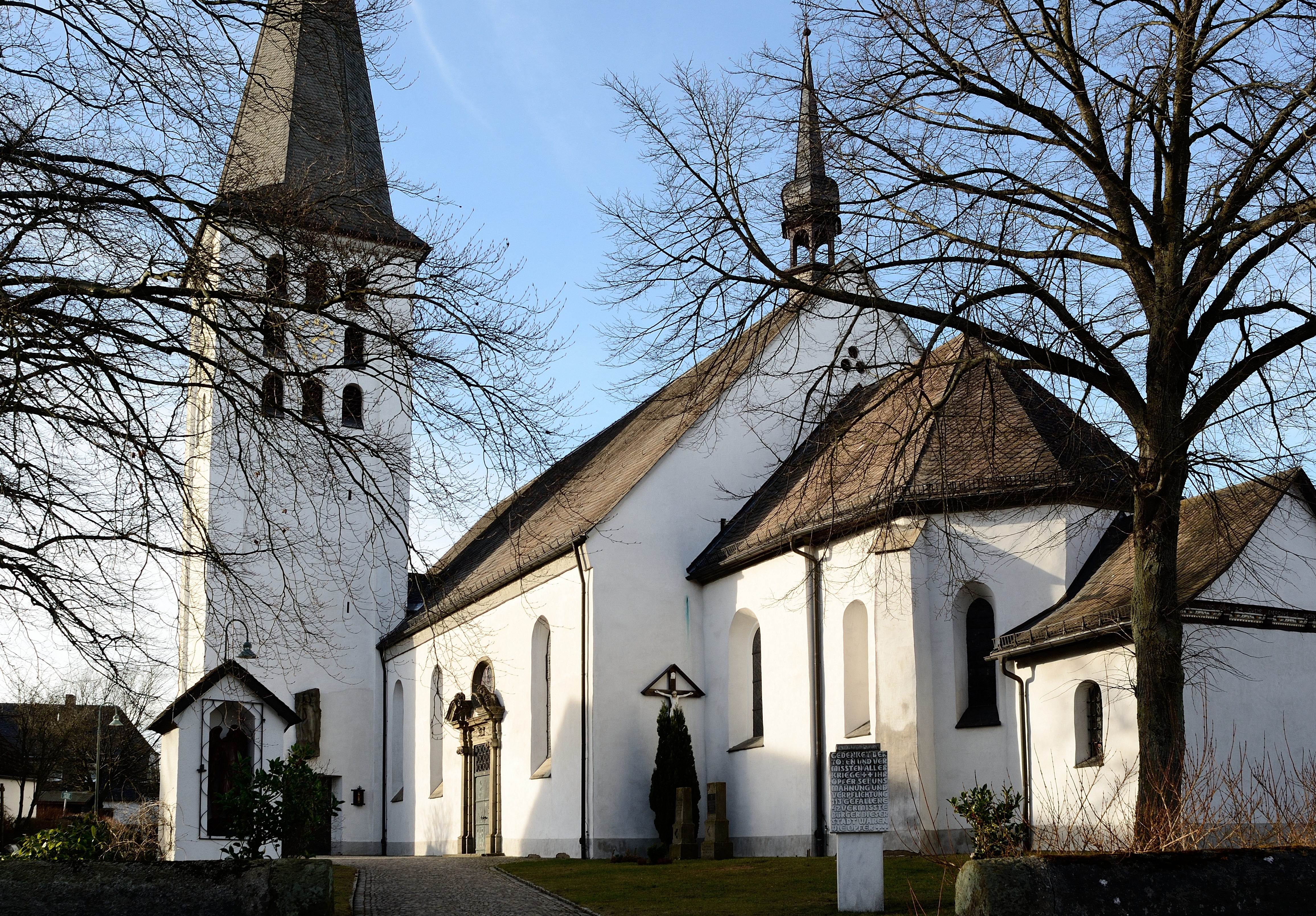
St. Christophorus

Die Grafen von Arnsberg besaßen vor 1300 im Gebiet nördlich vom Kloster Odacker eine Burg. Rund um diese Burg siedelten sich die schutzsuchenden Bauern der Umgebung an. Aus dieser Siedlung wurde ein befestigter Ort, der 1308 die Stadtrechte bekam. Die Kirchengemeinde Hirschberg wurde um 1340 von Allagen getrennt und zur selbstständigen Pfarrei erhoben. Von der kleinen  Hallenkirche im späten Übergangsstil des 13. Jahrhunderts sind nur der Chor und das Ostjoch erhalten. Die Grafen von Arnsberg errichteten Hirschberg und die Stadtpfarrkirche. Auf Anregung der Familie von Weichs wurde im 17. Jahrhundert der Chorraum barock umgestaltet. Die Sakristei ist in Fachwerk errichtet und mit 1664 bezeichnet. Die heutige Kirche ist in Architektur und Proportion an die mittelalterliche Vorgängerkirche angelehnt. Sie wurde von 1956 bis 1957 nach Plänen des Architekten und Kirchenbaumeisters Heinrich Stiegemann errichtet. Zu dem barocken Chorraum wurde an die Westseite eine Taufkapelle angefügt.  Die aufstrebenden Wände sind durch leuchtende Fensterbänder gegliedert, die Entwürfe schuf Vinzenz Piper. Im Mittelpunkt der Kapelle steht ein Taufstein aus der Barockzeit. In den Neubau ist ein Pilasterportal mit einem gesprengten Giebel integriert, der im Chronogramm mit 1708 bezeichnet ist. Gelegentlich werden im Gebäude kirchenmusikalische Werke aufgeführt.

## Ausstattung

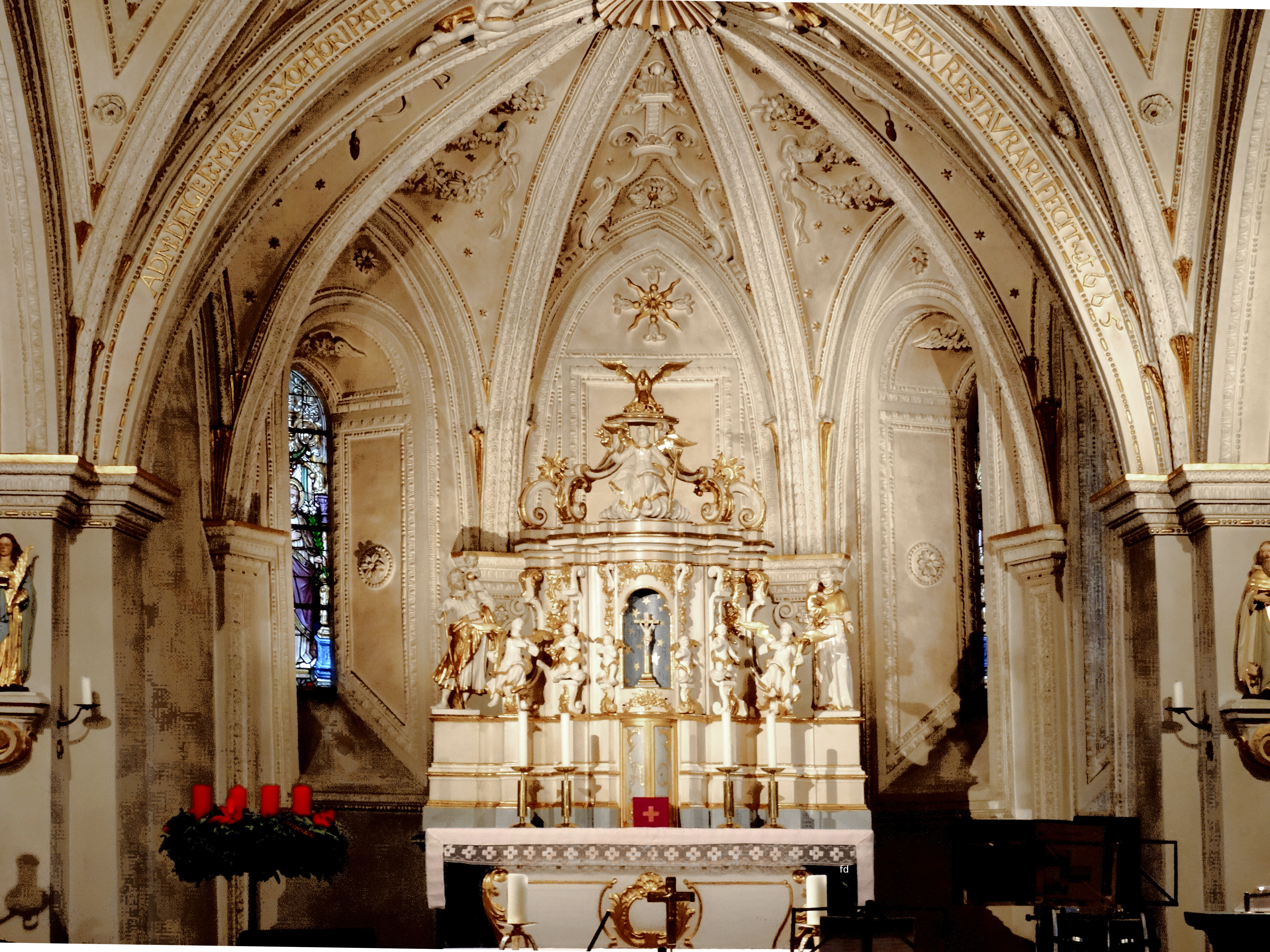
Hochaltar

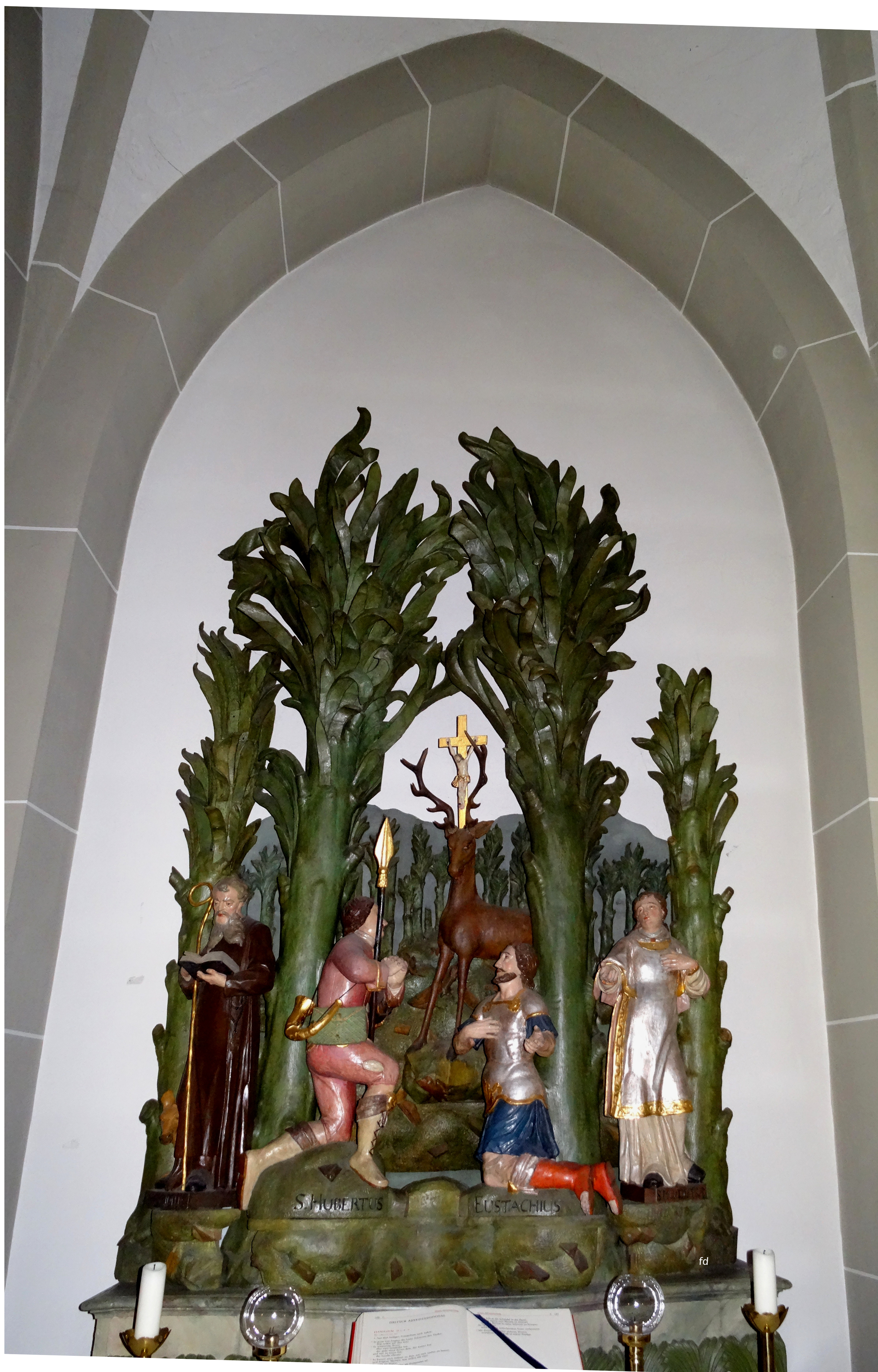
Hubertusaltar

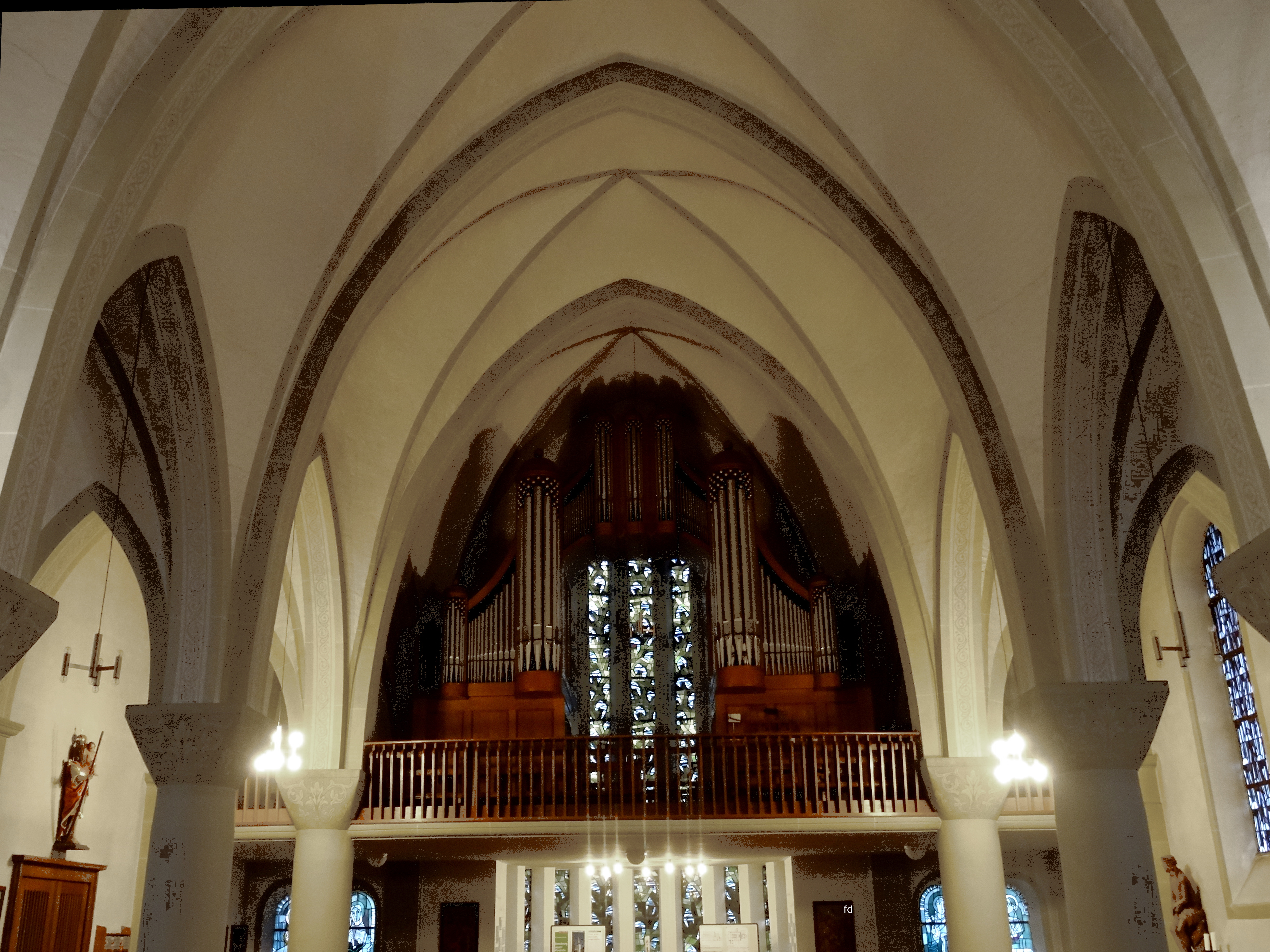
Orgel

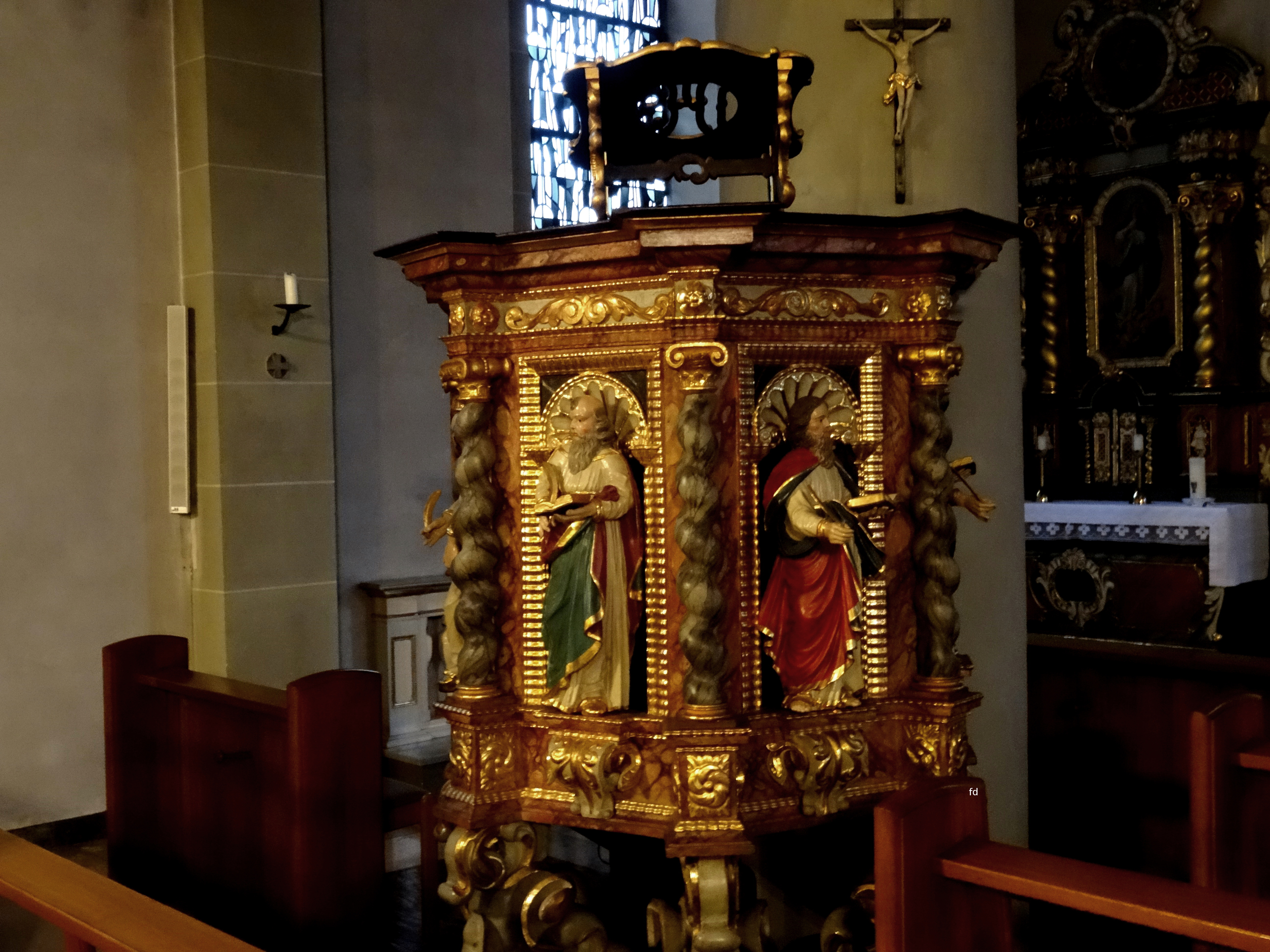
Kanzel

Ein großer Teil der Ausstattung wurde von der Vorgängerkirche, die ab 1660 gebaut wurde, übernommen.
- Der Hochaltar in Form eines figurengeschmückten Tabernakelaltares von der Mitte des 18. Jahrhunderts hat eine für Westfalen sehr seltene Form.[6]
- Der nördliche Seitenaltar ist 1730 bis 1740 entstanden
- Der südliche Hubertusaltar mit den Figuren der Heiligen Hubertus, Eustachius, Meinulfus und Ägidius stammt vom Anfang des 18. Jahrhunderts. Der Altar stand ursprünglich bis 1801 in der Schlosskapelle.
- Holzfigur Christus in der Rast wurde´zum Ende des 17. Jahrhundertsgeschnitzt.
- Die Doppelmadonna entstand um 1700[7]
- Die Kanzel ist eine Arbeit aus der Zeit um 1680.[8]
- Das Taufbecken ist beschnitzt und mit einem Deckel verschließbar, es wurde im 18. Jahrhundert angefertigt.
- Die Kreuzigungsgruppe wurde im 18. Jahrhundert geschnitzt, der Korpus ist eine Arbeit aus der Mitte des 16. Jahrhunderts.
- Die Ausstattung wird durch einige geschnitzte Figuren vom 17. Jahrhundert komplettiert.[9]

## Glocken
Der Kirchturm trägt ein sehr klangvolles sechsstimmiges Geläut. 1948 lieferte die Glockengießerei Junker in Brilon zunächst drei Bronzeglocken mit den Tönen f', g' und a'. Nach dem Neubau der Kirche wurden 1956 zusätzlich drei Stahlglocken des Bochumer Vereins aufgehängt, diese erklingen in d', c" und d". Zu den normalen Sonntagen erklingen die Glocken III-VI. Die Glocken I und II läuten nur zu den Hochfesten, wobei Glocke II auch Totenglocke ist.